# Бобова (гмина)
Бобова (пол. Bobowa) — городско-сельская гмина (волость) в Польше, входит как административная единица в Горлицкий повет, Малопольское воеводство. Население 9128 человек (на 2004 год).

## Демография
| Перепись                       | Всего   | Всего | Женщины | Женщины | Мужчины | Мужчины |
| ------------------------------ | ------- | ----- | ------- | ------- | ------- | ------- |
| Единицы                        | человек | %     | человек | %       | человек | %       |
| Население                      | 9128    | 100   | 4537    | 49,7    | 4591    | 50,3    |
| Плотность населения (чел./км²) | 183,1   | 183,1 | 91      | 91      | 92,1    | 92,1    |

## Сельские округа
1. Бердехув
2. Бобова
3. Бжана-Дольна
4. Бжана-Гурна
5. Янкова
6. Сендзишова
7. Седлиска
8. Стружна
9. Вильчиска

## Соседние гмины
1. Гмина Ченжковице
2. Гмина Грыбув
3. Гмина Коженна
4. Гмина Лужна

## Известные уроженцы
- Войцех Бобовский — переводчик Библии на турецкий язык, первый драгоман султана Магомета IV.